# Monumentul general Andranic
Monumentul G-ral Andranic a fost înălțat în curtea Bisericii Armenești și a fost realizat de artistul armean Hovakim Tarosian. 
Andranik Toros Ozanian (în armeană: Անդրանիկ Թորոսի Օզանյան) sau Zoravar Andranik (25 februarie 1865 - 31 august 1927) a fost un general de armată și luptător pentru libertate. Este considerat un erou național de către poporul armean.
Lucrarea este înscrisă în Lista monumentelor istorice 2010 - Municipiul București - la nr. crt. 2285, cod LMI B-III-m-B-19970.
Monumentul este situat în curtea Bisericii Armenești din sectorul 2 de pe Bulevardul Carol I nr. 43.